# Valle de Tena

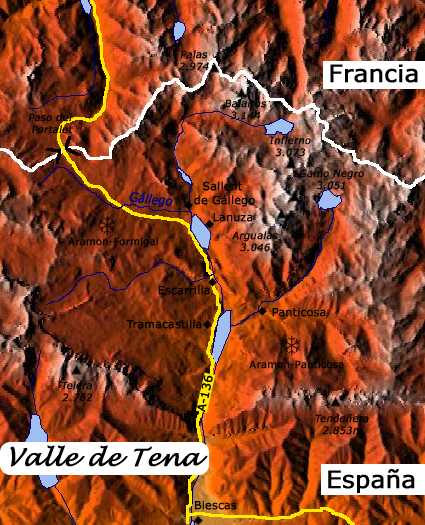
Mapa del Valle de Tena.

Paisaje tensino.

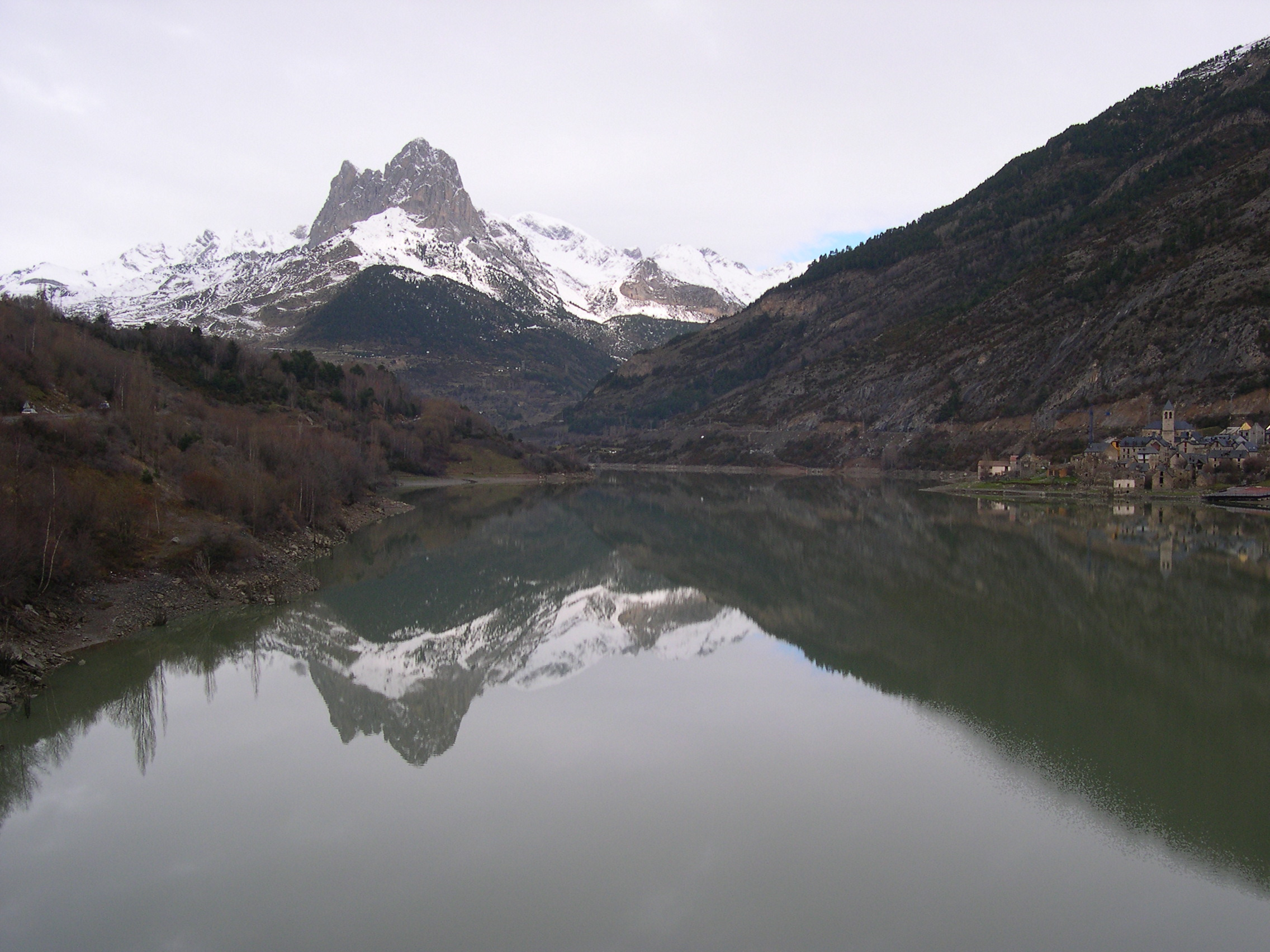
Lanuza y Peña Foratata.

El valle de Tena (en aragonés val de Tena) es un valle pirenaico situado en la comarca aragonesa del Alto Gállego, siendo recorrido por el río Gállego de norte a sur. Entre las personas mayores, aún quedan hablantes de aragonés panticuto, tanto en Panticosa como en El Pueyo.
Es fronterizo con el valle francés de Ossau, con el que se comunica a través del paso de Portalet d'Aneu. El límite meridional se encuentra en la foz de Santa Elena, que lo separa de la tierra de Biescas, lindando a oriente y occidente con los valles de Broto y del río Aragón respectivamente. Su capitalidad la ostenta la villa de Sallent de Gállego.
Es uno de los valles más extensos y poblados del Pirineo. Tiene una superficie de unos 400 km² y, altitudinalmente, va desde los 600 metros de altitud en su parte más baja hasta superar los 3000 m en muchas de sus cimas (Balaitus, Gran Facha, Argualas o los Picos del Infierno). Cuenta además con dos grandes embalses: el de Lanuza y el de Búbal.

## Pueblos
El valle cuenta con tres municipios cuya población está dividida en varias pedanías que dependen administrativamente de ellos. Los núcleos urbanos poblados del valle son:

### Municipio de Sallent de Gállego
- Sallent de Gállego
- Lanuza
- Escarrilla
- Sandiniés
- Tramacastilla de Tena

### Municipio de Hoz de Jaca
- Hoz de Jaca

### Municipio de Panticosa
- Panticosa
- El Pueyo de Jaca

### Municipio de Biescas
- Piedrafita de Jaca, entidad local menor.

Otras entidades de población menores son:
- Portalet d'Aneu, antiguo puesto fronterizo, en el nacimiento del río Gállego
- Formigal, urbanización de la estación de esquí Aramón Formigal
- Baños de Panticosa, Balneario perteneciente al municipio de Panticosa
- Polituara, Búbal y Saqués, aldeas deshabitadas por la construcción de un pantano, reconvertidas en áreas turísticas.

Algunos valles del Pirineo se dividían históricamente en quiñones, un tipo de demarcación geográfica propia de esta zona de montaña y especialmente extendida entre los siglos XVI y XVIII. El Valle de Tena lo configuraban tres quiñones: el de Sallent, el de Panticosa y el de La Partacua. El primero lo formaban los pueblos de Sallent de Gállego y Lanuza; el segundo Panticosa, El Pueyo y Hoz; y el tercero Tramacastilla, Sandiniés, Escarrilla, Piedrafita, Búbal y Saqués. Los quiñones compartían leyes y privilegios, administrados siempre por las periódicas Juntas Generales del Valle, manteniéndose vigentes hasta 1836.
Los tensinos tienen por patrona a Santa Elena, venerándose en un legendario santuario enclavado en la entrada misma del valle. Hasta allí realizan diversas romerías a lo largo del año, siempre muy concurridas.

## Estaciones de Esquí
- Aramón Formigal
- Aramón Panticosa